# Геофон

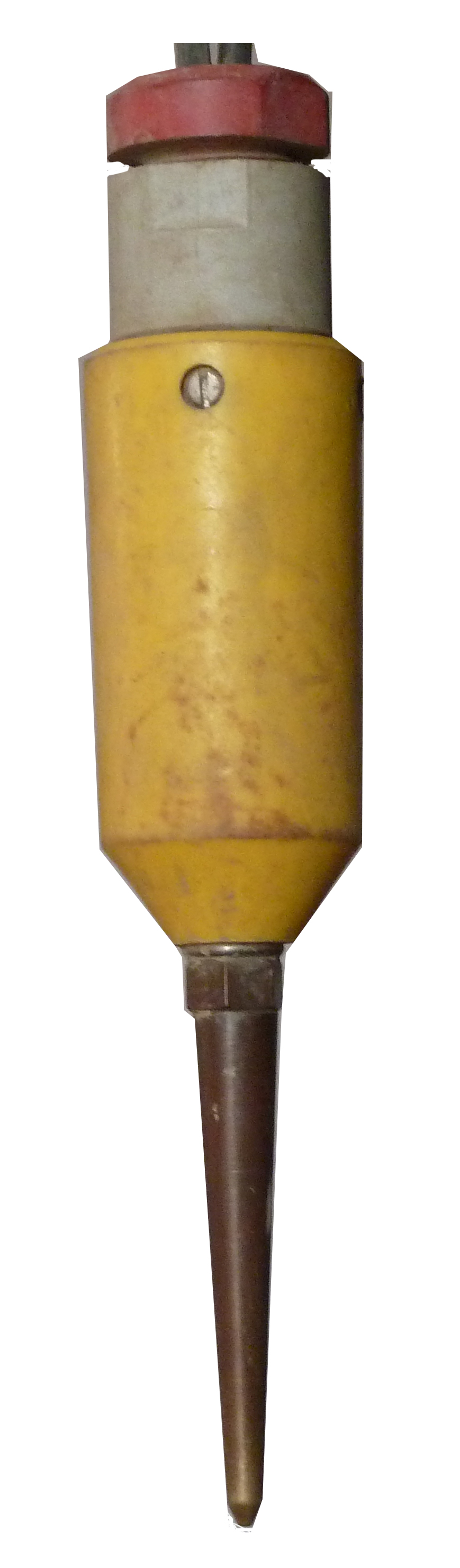
Геофон (SM-24). Пропускна здатність від 10 Гц до 240 Гц.

Геофон (англ. Geophone) — приймач звукових хвиль, що поширюються у верхніх шарах земної кори; це пристрій, який перетворює рух ґрунту (зсуви) в напругу, яка може бути записана на записувальній станції. Стандартне відхилення значення цієї виміряної напруги від базової називається сейсмічним відгуком.
Принцип дії найдосконаліших геофонів полягає у перетворенні коливань ґрунту (від проходження звукової хвилі) на коливання електричного струму, які підсилюються і реєструються. Геофони застосовують при розвідуванні гірських порід, під час гірничорятувальних робіт тощо.

## Етимологія
Термін «геофон» походить від грецького слова «γῆ (ge)», що означає «земля» і «phone», що означає «звук».

## Застосування
Геофони використовуються в гірничодобувній промисловості для пошуку родовищ, для виявлення розривів в трубах.
Також їх використовують у сейсмології для запису енергетичних хвиль, відбитих від геологічної будови.
Аналогові геофони є дуже чутливими приладами, які можуть реагувати на дуже далекі поштовхи.
Чутливість пасивних геофонів зазвичай складає 30 Вольт / (м/сек), тому вони в цілому не є заміною для широкосмугових сейсмографів.